# Championnat d'Islande de football 1915
Navigation
Saison précédente Saison suivante
La saison 1915 du Championnat d'Islande de football était la 4e édition de la première division islandaise.
3 clubs de Reykjavik participent au championnat. C'est le club de Fram Reykjavík qui remporte le championnat, c'est son 3e titre consécutif mais le premier obtenu sur le terrain, puisque les deux autres ont été obtenus par absence de concurrence.

## Les 3 clubs participants
- KR Reykjavik
- Fram Reykjavik
- Valur Reykjavík

## Compétition

### Classement
Le barème de points servant à établir le classement se décompose ainsi :
- Victoire : 2 points
- Match nul : 1 point
- Défaite : 0 point

| Rang | Équipe           | Pts | J | G | N | P | Bp | Bc | Diff |
| ---- | ---------------- | --- | - | - | - | - | -- | -- | ---- |
| 1    | Fram Reykjavik T | 4   | 2 | 2 | 0 | 0 | 7  | 4  | +3   |
| 2    | KR Reykjavik     | 2   | 2 | 1 | 0 | 1 | 9  | 6  | +3   |
| 3    | Valur Reykjavík  | 0   | 2 | 0 | 0 | 2 | 1  | 7  | -6   |

|  | Champion d'Islande 1915 |

### Matchs
Tous les matchs ont eu lieu au stade de Melavöllur à Reykjavik.
| Résultats (▼dom., ►ext.)                                   | Fra | KR  | Val |
| Fram Reykjavik                                             |     | 5-4 | 2-0 |
| KR Reykjavik                                               |     |     | 5-1 |
| Valur Reykjavík                                            |     |     |     |
| - Victoire à domicile - Match nul - Victoire à l'extérieur |     |     |     |

## Bilan de la saison
| Tableau d'Honneur                 |                |
| Compétition                       | Vainqueur      |
| Championnat d'Islande de football | Fram Reykjavik |